# Hoot
Hoot (kor. 훗(Hoot)) – trzeci minialbum południowokoreańskiej grupy Girls’ Generation, wydany 27 października 2010 roku przez wytwórnię SM Entertainment oraz 22 grudnia 2010 roku w Japonii, ukazał się w czterech wersjach: regularnej, CD+DVD edycja deluxe, „CD+DVD Limited Pressing Edition” oraz „CD+DVD Limited Edition”.
Osiągnął 1 pozycję na listach przebojów w Korei Południowej oraz 2 na liście Oricon. Album sprzedał się w nakładzie 180 825 egzemplarzy w Korei i 148 761 w Japonii. Zdobył status złotej płyty w Japonii.

## Lista utworów
| Nr | Tytuł                                                    | Słowa            | Kompozycja                                                                | Aranżacja                                                                 | Czas |
| -- | -------------------------------------------------------- | ---------------- | ------------------------------------------------------------------------- | ------------------------------------------------------------------------- | ---- |
| 1. | "Hoot" (kor 훗 (Hoot) Hus (Hoot))                        | John Hyunkyu Lee | Alex James, Lars Halvor Jensen, Martin Michael Larsson                    | Alex James, Lars Halvor Jensen, Martin Michael Larsson                    | 3:18 |
| 2. | "Nae Jalmos-ijyo (Mistake)" (kor. 내 잘못이죠 (Mistake)) | Kwon Yu-ri       | Cheryl Yie, Jean Na                                                       | Kenzie                                                                    | 4:07 |
| 3. | "Danjjag (My Best Friend)" (kor. 단짝 (My Best Friend))  | Wheesung         | Carsten Lindberg, Joachim Svares, Joleen Bell, Jade Anderson, Michael Jay | Carsten Lindberg, Joachim Svares, Joleen Bell, Jade Anderson, Michael Jay | 3:24 |
| 4. | "Wake Up"                                                | Kim Boo-min      | Hitchhiker                                                                | Hitchhiker                                                                | 3:15 |
| 5. | "Cheosnun-e... (Snowy Wish)" (kor. 첫눈에… (Snowy Wish)) | Hwang Hyun       | Hwang Hyun                                                                | Hwang Hyun                                                                | 3:28 |

### Edycja japońska
| CD  | CD                                           | CD                                           | CD | CD                                                                        | CD   |
| Nr  | Tytuł                                        | Słowa                                        | Kompozycja                                                                                                   | Aranżacja                                                                 | Czas |
| --- | -------------------------------------------- | -------------------------------------------- | --- | ------------------------------------------------------------------------- | ---- |
| 1.  | "HOOT"                                       | John Hyunkyu Lee                             | Alex James, Lars Halvor Jensen, Martin Michael Larsson                                                       | Alex James, Lars Halvor Jensen, Martin Michael Larsson                    | 3:18 |
| 2.  | "Mistake"                                    | Kwon Yu-ri                                   | Cheryl Yie, Jean Na                                                                                          | Kenzie                                                                    | 4:07 |
| 3.  | "My Best Friend"                             | Wheesung                                     | Carsten Lindberg, Joachim Svares, Joleen Bell, Jade Anderson, Michael Jay                                    | Carsten Lindberg, Joachim Svares, Joleen Bell, Jade Anderson, Michael Jay | 3:24 |
| 4.  | "Wake Up"                                    | Kim Boo-min                                  | Hitchhiker                                                                                                   | Hitchhiker                                                                | 3:15 |
| 5.  | "Snowy Wish"                                 | Hwang Hyun                                   | Hwang Hyun                                                                                                   | Hwang Hyun                                                                | 3:28 |
| 6.  | "Gee" -Bonus tracks-                         | E-Tribe                                      | E-Tribe | E-Tribe                                                                   | 3:21 |
| 7.  | "Genie" -Bonus tracks-                       | Yoo Young-jin                                | Harambasic, Nermin/Jenssen, Robin/Svendsen, Ronny/Wik, Anne Judith/Schjoldan, Fridolin Nordso, Yoo Young-jin | Yoo Han-jin                                                               | 3:49 |
| 8.  | "Oh!" -Bonus tracks-                         | Kim Young-hoo, Kim Jung-bae                  | Kenzie | Kenzie                                                                    | 3:09 |
| 9.  | "Run Devil Run" -Bonus tracks-               | Hong Ji-yoo                                  | Busbee, Alex James, Kalle Engstrom                                                                           | Busbee, Alex James, Kalle Engstrom                                        | 3:21 |
| 10. | "Show! Show! Show!" -Bonus tracks-           | Kim Boo-min                                  | Hitchhiker                                                                                                   | Hitchhiker                                                                | 3:38 |
| 11. | "Be Happy" -Bonus tracks-                    | E-Tribe                                      | E-Tribe | E-Tribe, J-Sta, Gong Hyun-sik                                             | 3:30 |
| DVD |                                              |                                              | |                                                                           |      |
| Nr  | Tytuł                                        | Tytuł                                        | Tytuł | Tytuł                                                                     | Czas |
| 1.  | "Hoot" (Music Clip)                          | "Hoot" (Music Clip)                          | "Hoot" (Music Clip)                                                                                          | "Hoot" (Music Clip)                                                       | 4:12 |
| 2.  | "Premium Show Case Live in Ariake Colosseum" | "Premium Show Case Live in Ariake Colosseum" | "Premium Show Case Live in Ariake Colosseum"                                                                 | "Premium Show Case Live in Ariake Colosseum"                              |      |

## Notowania
| Lista                            | Pozycja |
| -------------------------------- | ------- |
| Gaon Weekly Albums Chart         | 1       |
| Gaon Monthly Albums Chart        | 1       |
| Gaon Yearly Albums Chart         | 3       |
| Oricon Weekly Chart (2010)       | 2       |
| Oricon Yearly Chart (2011)       | 42      |
| Billboard Top Album Sales (2011) | 43      |